# Ueno
Pour les articles homonymes, voir Ueno (homonymie).
Ueno (上野) est un quartier situé dans le nord-est de Tokyo (arrondissement de Taitō), au Japon.

## Géographie
Le vaste parc d'Ueno comprend un grand zoo, plusieurs édifices religieux (notamment le Bentendo et Tōshōgū) et des musées dont le musée national de Tokyo. De nombreux sans-abris habitent également dans le parc.
En contrebas du parc se trouve l'étang de Shinobazu, ou les Tokyoïtes peuvent faire du pédalo. Ueno est proche d'Asakusa, que l'on peut rejoindre par la rue Kappabashi.
En allant vers le sud et la gare d'Okachimachi on trouve, le long des voies de chemin de fer, le quartier commerçant Ameya yokochō, ou simplement « Ameyoko ».

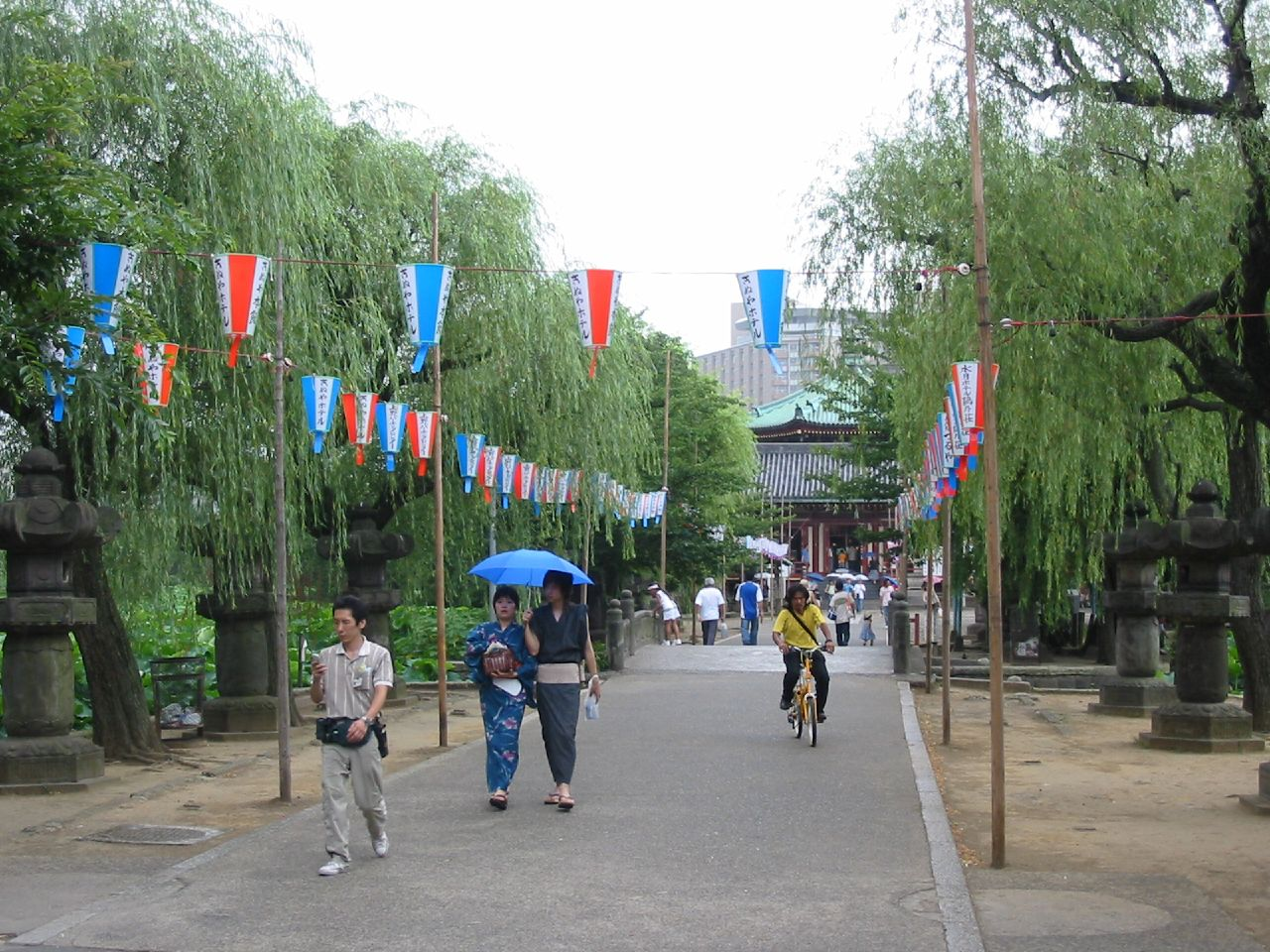
Chemin vers le Bentendō dans le parc d'Ueno.
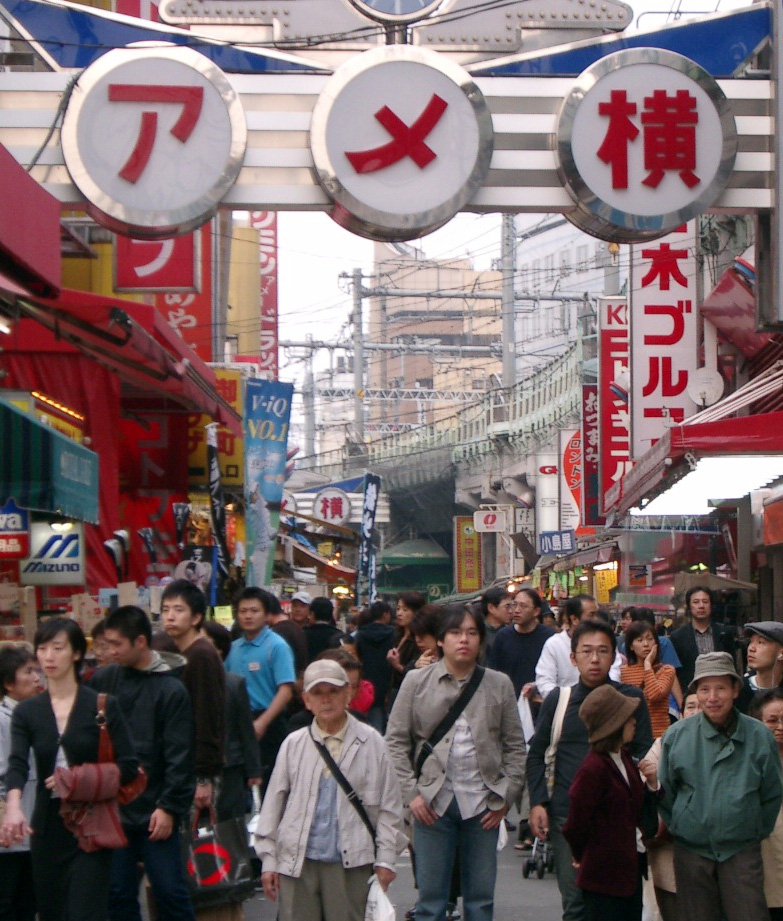
Ameyoko.

## Transport
La gare d'Ueno est desservie par de nombreuses lignes ferroviaires dont la célèbre ligne Yamanote du réseau JR East. C'est l'un des arrêts de ligne Shinkansen Tōhoku, ce qui permet de relier la gare avec le nord du pays. La gare d'Ueno est également desservie par le métro de Tokyo (lignes Ginza et Hibiya).
À proximité, la gare de Keisei Ueno est le point de départ des trains Skyliner vers l'aéroport international de Narita.